# Трэвис, Тео
Те́о Трэ́вис (англ. Theo Travis; 7 июля 1964, Бирмингем, Англия) — британский саксофонист, флейтист и кларнетист. Получил музыкальное образование в Манчестерском университете, специализировался на работах Шостаковича. Трэвис выпустил 11 сольных альбомов в стилях на стыке джаза, прогрессивного рока и эмбиент. 
В сольных альбомах Трэвиса появляется множество известных джаз-музыкантов, среди них гитарист Майк Оутрем и органист Пит Уиттейкер на альбоме 2007 года Double Talk. Как такового басиста не было: отличительный стиль игры Уиттейкера на клавишах включает в себя игру бас-частей с помощью левой руки. Роберт Фрипп также принимал участие в двух треках этого альбома, один из которых написан совместно с Трэвисом. Занятый другими коллаборативными обязательствами, Трэвис не записывал новый джаз-альбом в течение 8 лет. Когда он его записал в 2015, он назвал свою новую группы Theo Travis' Double Talk, ссылаясь на альбом 2007 года. Эта новая группа снова включает в себя Оутрема и Уиттейкера с дополнительной помощью Ника Франса на ударных.
В 1993 году Трэвис работал вместе с басистом Дейвом Стёртом над альбомом Jade Warrior Distant Echoes. Это случится вновь на альбоме этой же группы 2008 года NOW. Они работали вместе в джаз-фьюжн-группе The Other Side, выпустив альбом Dangerous Days в 1994 году, и с 1999 года с разными приглашёнными музыкантами в их группе Cipher, которая сотрудничала с Биллом Нельсоном в двух его проектах — в импровизационной лайв-группе Orchestra Futura и в его более традиционной рок-группе Bill Nelson and the Gentleman Rocketeers. Стёрт также был инженером микширования на совместном альбоме Трэвиса и Фриппа 2014 года Discretion.
В 2006 году Трэвис стал участником Soft Machine Legacy, проекта, основанного на участниках и работах группы Soft Machine, заменив Элтона Дина. С 2008 он работал с гитаристом Робертом Фриппом в дуэте Travis & Fripp, выпустив четыре CD и три концертных выступления в качестве доступных к загрузке на DGMLive (два из них также на виниле на Tonefloat). Трэвис также широко работал со Стивеном Уилсоном, приняв участие на 15 его альбомах, а также вместе с ним занимался сведением шести релизов Трэвиса. Трэвис выполняет роль приглашённого солиста на альбоме Уилсона Grace for Drowning, который был номинирован на Грэмми, и также является участник его концертной лайв-группы. В 2014 году, с помощью привлечения денег на Kickstarter, он самостоятельно издал книгу Twice Around the World: Steven Wilson Tour Blogs 2012–2013, в которую он включил записи, ранее опубликованные на странице Трэвиса в Facebook, но отредактированные и обильно проиллюстрированные фотографиями из этого тура.
Также играет на клавишных. В тур в честь пятидесятилетия группы King Crimson он поехал вместо Билла Рифлина именно как клавишник, так как в группе уже есть саксофонист, которым является Мэл Коллинз (вернувшийся в проект).
Трэвис также работал с Гарольдом Баддом, Bass Communion, Берндом Фридманом, Gong, No-Man, Porcupine Tree, The Tangent, Дейвом и Ричардом Синклером, Дэвидом Силвианом и Дэвидом Гилмором.

## Награды
Альбом Трэвиса View from the Edge был назван лучшим британским джаз-альбомом 1994 года по опросу критиков и читателей британского журнала Jazz.

## Дискография

### Сольные альбомы
- 2am (1993)
- View from the Edge (1994)
- Secret Island (1996)
- Passion Dance — Live at Ronnie's (1999)
- Heart of the Sun (2001)
- Slow Life (2003)
- Earth to Ether (2004)
- View from the Edge (делюкс-издание) (2004)
- Double Talk (2007)
- Fear Falls Burning — The Tonefloat Sessions (2009)
- Transgression (2015)

### Сольные совместные альбомы
- Bodywork (1998) [Маршалл, Трэвис, Вуд]
- Berlin Vibe (2001) [Трэвис/Квартет Beaujolais]
- Guerilla Music (2002) [Трэвис/Марк Хевинс]
- For the Love of Open Spaces (2003) [Стив Лоусон/Трэвис]
- Eleven Bowls of Acidophilus Flute Salad 2000/2001 (2006)
- Thread (2008) [Трэвис и Фрипп]
- All Saints Church, Broad Chalke, UK live recording (21 мая 2009) [Трэвис и Фрипп]
- St. Michael & All Saints, Bishop's Cleeve, UK live recording (22 мая 2009) [Трэвис и Фрипп]
- Teatro Echegaray, Málaga, Spail live recording (30 апреля 2010) [Трэвис и Фрипп]
- Live at Coventry Cathedral (2010) [Трэвис и Фрипп]
- Torn Sunset (2011) [Трэвис и Джон Фокс]
- Follow (2012) [Трэвис и Фрипп]
- Discretion (2014) [Трэвис и Фрипп]
- Windjammer (2014) [Echo Engine вместе с Трэвисом]

### Сольные сборники
- All I Know (2010)

### Совместные альбомы
- Distant Echoes (1993) [Jade Warrior]
- Dangerous Days (1994) [The Other Side]
- Celtic Steppes (1996) [Дик Хекстелл-Смит]
- Gaddy Zerbib (1996) [Гедди Зербиб]
- Under African Skies (1996) [Jive Nation]
- Truth (1997) [Sugizo]
- _ism (1998) [Дженсен, Бэрбери, Карн (JBK)]
- Forest People (1998) [Масами Цутия]
- Bass Communion I (1998) [Bass Communion]
- Indigo Falls (1998) [Indigo Falls]
- It's Out There (1998) [The Great Unknown]
- Stupid Dream (1999) [Porcupine Tree]
- Bass Communion II (1999) [Bass Communion]
- Pulse (1999) [Юкихиро Такахаси/Стив Дженсен]
- No Ordinary Man (1999) [Cipher]
- Zero to Infinity (2000) [Gong]
- Live 2 Infinitea (2000) [Gong]
- Beloved (2001) [Акико Кобаяси]
- Smiling and Waving (2001) [Аня Гарбарек]
- Playing in a Room with People (2001) [Дженсен, Бэрбери, Карн (JBK)]
- Recordings (2001) [Porcupine Tree]
- Bass Communion III (2001) [Bass Communion]
- Solar Sahara (2001) [Recreator]
- Lost Songs, Volume One (2001) [No-Man]
- Returning Jesus (2001) [No-Man]
- Blake (2001) [Род Блейк]
- Tito Rides In (2001) [Tito Lopez Combo]
- One Who Whispers (2002) [Cipher]
- OK Friends (2002) [Gong]
- From Here to Eternity (переиздание на двойном CD) (2002) [Gong]
- Into the Sun (2003) [Дейв Синклер]
- Full Circle (2003) [Дейв Синклер]
- Meditations (2003) [Ури Геллер]
- Words of Courage and Inspiration (2003) [Ури Геллер]
- The Sky Moves Sideways (переиздание) (2003) [Porcupine Tree]
- House of Thandoy (2003) [House of Thandoy]
- Harbans Srih's Vybesmen (2003) [Harbans Srih's Vybesmen]
- Bass Communion Remixed (2003) [Bass Communion/Разные исполнители]
- All That You Are (2003) [No-Man]
- Surfacing (2004) [A Marble Calm]
- The World That We Drive Through (2004) [The Tangent]
- Unreleased Electronic Music Volume 1 (2004) [Стивен Уилсон]
- Ghosts on Magnetic Tape (2004) [Bass Communion]
- Still Smokin' (2004) [Tito Lopez Combo]
- Taste (2004) [Karen Lane]
- Elemental Forces (2005) [Cipher]
- Snow Bourne Sorrow (2005) [Nine Horses (Дэвид Силвиан/Стив Дженсен/Бернд Фридман)]
- Indicates Void (2005) [Bass Communion]
- A Place in the Queue (2006) [The Tangent]
- So Many Reasons (2006) [Джон Лестер]
- Stupid Dream (специальное издание на двух CD) (2006) [Porcupine Tree]
- Where You Go (2007) [Кэри Грейс]
- Steam (2007) [Soft Machine Legacy]
- Who's the Boss in the Factory? (2008) [Karmakanic]
- NOW (2008) [Jade Warrior]
- Not as Good as the Book (2008) [The Tangent]
- Schoolyard Ghosts (2008) [No-Man]
- Pacific Codex (2008) [Bass Communion]
- Still Life in Mobile Homes (2009) [Francis Dunnery]
- 2032 (2009) [Gong]
- Live Adventures (2009) [Soft Machine Legacy]
- A Rose (2009) [Стефано Панунчи]
- The Seven Dreams (2010) [Goldbug]
- Grace for Drowning (2011) [Стивен Уилсон]
- Catalogue / Preserve / Amass (Live in Europe, October 2011) (2012) [Стивен Уилсон]
- Burden of Proof (2013) [Soft Machine Legacy]
- The Raven That Refused to Sing (And Other Stories) (2013) [Стивен Уилсон]
- Hand. Cannot. Erase. (2015) [Стивен Уилсон]
- Dreams and Absurdities (2015) [Дейв Стёрт]
- Until All the Ghosts Are Gone (2015) [Anekdoten]

### Совместные синглы и мини-альбомы
- Piano Lessons c/w Ambulance Chasing (1999) [Porcupine Tree]
- Stranger by the Minute c/w Even Less (Pt. 2) (2000) [Porcupine Tree]
- Les Pensées De Nos Rêves EP (2002) [Inconnu]

### Совместные DVD
- High Above the Subterranea Club 2000 (2002) [Gong]
- Classic Rock Magazine Legends filmed live at Metropolis Studios (2011) [Bill Nelson and the Gentlemen Rocketeers]
- The Raven That Refused to Sing (And Other Stories) CD+DVD (2013) [Steven Wilson]

### Композиции на сольных альбомах
- «Psychogroove Reconstruction/Remix» [Cipher] из View from the Edge (делюкс-издание) (2004)

### Композиции на совместных альбомах
- Лайв «Life Without Buildings» (2000) [Дженсен, Бэрбери, Карн (JBK)]
- The DAC Mixes (2003) [Darkroom]

### Композиции на сборниках
- «Three Breaths» из Under the External (1997) [Ute]
- «Lulworth Night» из Velvet Smooth Moods 2 (1999) [Разные исполнители]
- «Like a Child» [No-Man] and «White Cloud, Blue Sky» [Cipher] из The Sky Goes All the Way Home (1999) [Разные исполнители]
- Ремикс «Drugged» [Bass Communion] из Remixes (2000) [Silver Apples]
- Треки DJ Spooky и Стива Дженсена из Pulse + Pulse Remix (2000) [Юкихиро Такахаси, Стив Дженсен]
- Эксклюзивный трек «The Lodger Pt. 2" [Cipher] и «16 Second Swarm» [Bass Communion], [«No Ordinary Man» [Cipher] из Hidden Art Sampler (2000) [Разные исполнители]
- «Quantico» [Bass Communion] из Invisible Soundtracks Macro 3 (2000) [Разные исполнители]
- «Slow Life» [Тео Трэвис/Марк Хевинс] из Burning Shed — Sampler Two (2002) [Разные исполнители]

### Композиции на LP
- «All Things» [Aphratec] из The Discerning Dancefloor — Volume One (2002) [Разные исполнители]

## Фильмография
- 2015: Romantic Warriors III: Canterbury Tales (DVD)

## Внешние ссылки
- Официальный сайт
- Биография на официальном сайте
- Страница на Allmusic
- Cipher